# Universitat de Bifröst
La Universitat de Bifröst (pronunciació islandesa: [ˈpɪvˌrœst]) es troba a la vall de Norðurárdalur, aproximadament 30 quilòmetres al nord de Borgarnes, Islàndia. Tot i que inicialment era només una escola de negocis, també ofereix títols en dret i ciències socials, tant en graus com en postgraus. A data de 2011, la universitat té uns 573 alumnes matriculats. Habitatges per als estudiants i per al personal docent envolten l'escola, que juntament amb la Universitat de Hólar és una dels dos "campus universitats" com a tals d'Islàndia. Tanmateix, molts estudiants matriculats estan en programes d'aprenentatge remot.

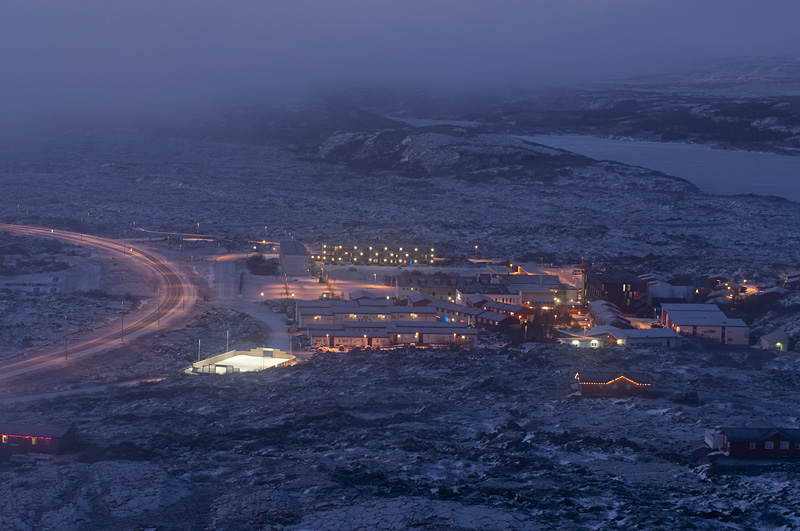
Universitat de Bifröst vista des d'un volcà proper

## Història
La universitat va ser fundada a Reykjavík l'any 1918 com a institut sota el nom de Universitat Cooperativa (Samvinnuskólinn). L'escola va ser correguda pel moviment cooperativista islandès (Samband íslenskra samvinnufélaga) i inicialment estava adreçat a la formació del personal de botigues cooperatives i d'altres membres del moviment. El fundador i primer director de l'escola va ser Jónas Jónsson de Hrifla, que va ser durant molts anys parlamentari per la Partit Progressiva. Jónsson havia estudiat a l'Askov Folk Institut de Dinamarca i a la Universitat de Ruskin a Oxford, i les idees seves sobre educació eren innovadores per al seu temps.
L'any 1955, l'escola es va traslladar a la seva ubicació actual enmig del camp de Norðurárdalur. A quatre passes del campus hi ha el Llac Hreðavatn, la cascada Glanni, i els cons volcànics de Grábrók i Grábrókarfell. Al principi, l'escola va oferir un programa residencial de dos anys en gerència minorista per a alumnes d'entre setze a divuit anys, més o menys. Durant els anys 80 i els 90, l'escola a poc a poc es va transformar a una institució de nivell universitari que ofereix programes de diploma i grau en negocis.
L'any 1998, es va obrir un túnel que va reduir el temps de conducció des de Reykjavík fins a Bifröst en al voltant d'una hora i mitja. Canvis en la societat islandesa van impulsar la demanda en educació superior, i la nova legislació autoritzava les universitats a cobrar-ne els costos. Bifröst va aprofitar aquests desenvolupaments, va expandir els seus programes i quantitat d'estudiants considerablement, i va començar a cobrar matrícula a l'alumnat a més de rebre suport estatal.
Al 2006, el nom de la institució va ser canviat de Escola de Negocis Bifröst a Universitat de Bifröst. Més tard aquell any, el rector de l'escola va dimitir entre controvèrsia, en part relacionada amb unes al·legacions de mala gestió financera.

## Cursos
Bifröst ofereix uns quants Cursos de Programa d'Intercanvi en anglès. Alguns d'aquests cursos l'any 2020 van ser:
- Cursos empresarials
- Cursos d'Economia i Política
- Cursos de llengua (Cultura i Llengua islandesa)[4]

## Vida universitària
Dins i al voltant de la universitat hi ha una guarderia, habitatges per a l'alumnat i alguns treballadors, i infraestructures de lleure (inclòs un espai de salut, una sauna, banys calents, un solàrium, i camps de futbol i bàsquet). Els nens més grans són duts en autobús a l'escola de Varmaland, no gaire lluny.